# Concordia di Leuenberg
La Concordia di Leuenberg è un testo di accordo teologico ecumenico accettato il 16 marzo 1973 dalle principali Chiese europee Luterane e Riformate presso il Leuenberg (in Svizzera). Molti considerano il raggiungimento di questo accordo una delle tre tappe principali dei primi cento anni del cammino ecumenico, insieme alla fondazione del Consiglio Ecumenico delle Chiese nel 1948 e al Concilio Vaticano II (1962-1965)

## Contenuti
Nel documento, le chiese, che nel XVI secolo si erano reciprocamente scambiate condanne e scomuniche, constatano l'esistenza di una comune comprensione  dell'Evangelo, compresi alcuni accordi elementari su importanti dottrine come la cristologia (vengono riaffermate le posizioni emerse nel Concilio di Calcedonia), la predestinazione  (con il superamento della doppia predestinazione sostenuta  soprattutto dal calvinismo), l'Eucaristia (si parla della validità delle due specie e della impossibilità di separare la comunione con Gesù Cristo nel suo corpo e nel suo sangue dall'atto di mangiare e bere) e la Giustificazione per fede. Ci si dichiara in reciproca comunione ecclesiale (Kirchengemeinschaft, Church fellowship, Communion ecclésiale), compresa sia come comunione di testimonianza e servizio che come comunione nella predicazione e nei sacramenti, incluso il riconoscimento reciproco della consacrazione pastorale e la possibilità dell'intercomunione.
Interessante, tanto da far scuola, la via seguita per il superamento delle reciproche precedenti scomuniche. Esse non vengono revocate: si distingue tra  l'affermazione positiva di fede, che esse contengono, e il ‘'’damnamus'’' pronunciato di volta in volta contro l'altra parte. Si constata semplicemente che le scomuniche non riguardano – o non riguardano più – lo stato attuale della dottrina delle chiese consenzienti, per cui non hanno più la forza di legittimare oggi la divisione delle chiese.

## Evoluzione
Il numero delle Chiese aderenti è cresciuto negli anni successivi ed ora comprende anche diverse chiese Metodiste (dal 1994) e la Chiesa evangelica dei fratelli Cechi. Il documento è anche un prezioso strumento per il lento processo di avvicinamento tra alcune chiese nel nuovo continente (Formula of Agreement) 
Contestualmente all'accoglimento del documento le confessioni coinvolte fondarono una comunità di chiese chiamata "Leuenberg Church Fellowship" o "Communion ecclésiale de Leuenberg". Nel 2003 l'organizzazione prese il nome di "Comunione delle Chiese Protestanti in Europa" (GEKE in tedesco, CPCE in inglese, CEPE in francese, CCPE in italiano). Oggi conta più di 100 chiese membri e costituisce la più importante organizzazione di chiese protestanti in Europa.

## Città europea della Riforma
La "Comunione delle Chiese Protestanti in Europa" assegna il titolo di "Città europea della Riforma", che viene attribuito a paesi e città che hanno legami con la storia della Riforma. Al 31 marzo 2021 il titolo è stato assegnato a 102 città.
Le città italiane titolate sono:
- Venezia[7]
- Guardia Piemontese[8]
- Torre Pellice[9]